# 아라카와나나초메 정류장
아라카와나나초메 정류장(일본어: 荒川七丁目停留場)은 일본 도쿄도 아라카와구 아라카와 7초메에 있는 도쿄 도 교통국 도덴 아라카와 선의 정류장이다.

## 정류장 구조
상대식 승강장 2면 2선의 지상의 구조이다.

## 정류장 주변
- 아라카와 자연 공원
- 도쿄 도 하수도국 미카와시마 물 재생 센터

## 역사
- 1913년 4월 1일: 영업 개시.

## 인접 정류장
| 도쿄 도 교통국 ■ 도덴 아라카와 선 | 도쿄 도 교통국 ■ 도덴 아라카와 선 | 도쿄 도 교통국 ■ 도덴 아라카와 선 |
| --------------------------------- | --------------------------------- | --------------------------------- |
| 마치야에키마에 와세다 방면        |                                   | 아라카와니초메 미노와바시 방면    |